# Biblioteca della Comunità Israelitica
La Biblioteca della Comunità Israelitica (Bibliothèque de la communauté israélite) était la bibliothèque de la communauté juive de Rome, en Italie. Crée au début du XXe siècle, elle conservait environ 7 000 livres et manuscrits rares datant du XVIe siècle. Selon le « registre central de l'art pillé  », il s'agissait de la plus importante bibliothèque juive d'Italie et l'une des plus importantes au monde. Le contenu de la bibliothèque a été pillé par l'Allemagne nazie peu après le rafle du Ghetto de Rome en octobre 1943 et n'a jamais été retrouvé. Deux mois plus tard, le contenu du Collegio Rabbinico Italiano, la bibliothèque du Collège rabbinique italien située dans le même bâtiment a également été pillé. Seule une partie du contenu de cette dernière bibliothèque a été récupéré.

## Contenu
La Biblioteca della Comunità Israelitica a été créée au début du XXe siècle dans des salles au-dessus de la Grande synagogue de Rome à Lungotevere De 'Cenci . Son contenu consistait en des publications publiées dans l'une des cinq synagogues du ghetto romain ou dans d'autres lieux de la communauté juive de Rome. La bibliothèque du Collège rabbinique italien, installée dans le même bâtiment, avait été transférée de Florence à Rome dans les années 1930. Celle-ci était une bibliothèque pédagogique de près de 10 000 volumes.
La Biblioteca della Comunità Israelitica conservait de nombreux livres et manuscrits rares ou uniques, datant du XVIe siècle. Il n’existe pas de catalogue complet, mais des chercheurs ont compilé des listes spécifiques lors de visites antérieures à la guerre. On estime que la bibliothèque contenait un quart de tout le travail des Soncino, imprimeurs italiens juifs du XVIe siècle qui travaillèrent à Salonique et à Constantinople, ainsi que des œuvres de Daniel Bomberg, Alvise Bragadin et Nicollet. La bibliothèque contenait environ 7 000 volumes. Un catalogue partiel a été compilé par l' historien italien juif Isaïe Sonne en 1935. Il a classifié le contenu des textes imprimés par les Sconcino, manuscrits, incunables, copies orientales du XVIe siècle imprimés à Constantinople, et des spécimens spéciaux. Cependant, Sonne s'est plaint d'avoir été autorisé à ne voir que des textes de second plan de la bibliothèque. L'absence d'un catalogue approprié peut s'expliquer par le désir de protéger le contenu de la destruction par l'église catholique comme cela avait déjà été le cas auparavant pour des publications juives.
Le registre central de l'art pillé cite un expert, Attilio Milano, qui a déclaré dans une lettre « qu'aucune autre bibliothèque juive italienne n'avait autant de livres inestimables et très peu de livres en dehors de l'Italie la dépassaient ».

## Pillage
Avec la capitulation de l'Italie le 8 septembre 1943, l'Allemagne occupe le nord et le centre de l'Italie, dont la capitale, Rome et les bibliothèques de la communauté juive de Rome attirent son attention. Selon un témoin oculaire, les 30 septembre et 1er octobre 1943 deux hommes en uniforme se sont rendus à la Biblioteca della Comunità Israelitica et à celle du Collège rabbinique italien, situées dans le même bâtiment. L'un s'est présenté comme enseignant de l'hébreu dans un institut à Berlin, très probablement Johannes Pohl de l’ Institut d’étude de la question juive, qui assumait des telles fonctions dans les bibliothèques juives d’ Amsterdam. 
Le gouvernement italien fasciste a tenté de conserver le contenu des bibliothèques italiennes, mais celles-ci n'étaient pas concernées. 
Le 14 octobre 1943, deux jours avant le raid sur le ghetto romain, le contenu de la Biblioteca della Comunità Israelitica et une partie de celle du Collège rabbinique ont été emportés. Le reste du contenu de la bibliothèque du Collège rabbinique a été pris les 23 et 24 décembre 1943. Quelques livres et estampes ont survécu au pillage soit en étant cachées par des membres de la communauté, soit ayant échappé à l'attention des Allemands.
Sous le contrôle de l'administration militaire allemande, le contenu de la bibliothèque a été chargé sur deux wagons par une entreprise italienne et envoyé en Allemagne via la Suisse. Une lettre du Einsatzstab Reichsleiter Rosenberg (ERR) datée du 21 janvier 1944, faisant très probablement allusion à la deuxième charge de butin, indiquait qu'il avait été remis à un institut de Francfort-sur-le-Main. Le contenu inestimable de la bibliothèque communautaire intéressait particulièrement l'organisation Rosenberg , qui avait mis en place une organisation spéciale, le Sonderkommando Italien, pour ses activités dans le pays. 
Les archives de la correspondance de l'ERR ont été détruites par un raid aérien à Berlin en novembre 1943. La commission italienne qui tentait de localiser le contenu de la bibliothèque avait conclu que le premier train d'octobre n'allait pas à Francfort mais à Berlin, expliquant ainsi pourquoi une partie du contenu du deuxième train a été retrouvé après la guerre. Le contenu du premier train n'a jamais été retrouvé. 

## Sort du contenu
Une partie seulement du contenu de la bibliothèque du Collège rabbinique a été récupérée en 1947, soit 20 incunables. Aucun des documents extraits de la Biblioteca della Comunità Israelitica n'a été retrouvé.
La théorie la plus probable sur le sort des contenus de bibliothèque est qu'ils ont été stockés pendant la guerre dans une zone d'occupation de l'Union soviétique d'après-guerre. De là, le contenu aurait été transporté en Union soviétique . Les théories selon lesquelles le contenu de la bibliothèque aurait été détruit lors d'un raid sur le train qui la transportait en Allemagne, ou en Allemagne même, sont considérées moins probables.
En 2002, le gouvernement italien a créé une commission spéciale chargée de récupérer le contenu de la bibliothèque et d'effectuer des recherches dans les pays européens. La commission s'est penchée sur la possibilité que le contenu manquant soit allé à Francfort, Berlin ou Francfort via Berlin. L’option de Francfort était considérée comme la moins probable, car une grande partie des livres pillés qui y avaient été entreposés ou dans un autre dépôt, à Hungen, en Hesse, étaient tombés entre les mains des forces américaines après la guerre et avaient été restitués, y compris des estampes. du Collège rabbinique. On estime que l'Allemagne nazie a pillé jusqu'à 3 millions de livres au cours de la Seconde Guerre mondiale, dont 1,2 million ont été découverts à la fin de la guerre, à Hungen.
L'option la plus probable est que le contenu soit allé à Berlin ou ait été évacué vers Ratibor, en Silésie (aujourd'hui Racibórz, en Pologne), où ils auraient finalement été placés sous le contrôle de l'Union soviétique.
Les recherches de la commission ont été compliquées par le fait qu'il existait en Allemagne nazie deux organisations concurrentes acquérant des publications juives pillées dans le but de créer une bibliothèque, Amt Rosenberg (ERR) et Reichssicherheitshauptamt (SS), cette dernière ayant pour but de: l'utiliser comme source d'information. Aucune trace du premier transport du butin n’ayant survécu, il n’est pas possible de savoir laquelle des deux organisations a reçu les deux wagons d’octobre 1943. Les recherches de la commission en Russie ont également été entravées par la fermeture de certaines archives. comme les archives du service de sécurité fédéral russe.
L'absence d'un catalogue approprié a entravé la récupération du contenu, car il est impossible de savoir ce que la bibliothèque contenait. En 1965, la Jewish Theological Seminary Library de New York a acquis deux manuscrits en hébreu portant le cachet de la bibliothèque. Ils figuraient tous deux dans le catalogue Sonne compilé dans les années 1930. On ignore comment les manuscrits ont atteint les États-Unis et à quel moment, après leur catalogage par Sonne en 1935, ils ont été retirés de la bibliothèque. L'histoire des deux manuscrits entre 1935 et 1965 n'a pu être établie.
Le sort ultime du contenu de la bibliothèque reste un mystère, toutes les enquêtes, y compris celle de la commission du gouvernement italien, n'étant été concluantes. 

## Dans la culture populaire
La bibliothèque du Collège rabbinique figure en bonne place dans le roman Le testament d'Elias, de W. S. Mahler.